# Josef Wolfsthal
Josef Wolfsthal   (Viena, 12 de juny de 1899 - Berlín, 3 de febrer de 1931) nascut com a Josef Wolfthal, va ser un violinista austríac i professor a la capital alemanya de Berlín.
Va néixer en una família musical a Viena. Era d'origen halitxinà. El seu pare i el seu germà gran Max (nascut el 1896) tocaven el violí. El seu pare era un excel·lent professor de violí i va donar als seus fills les primeres lliçons sobre aquest instrument. També va ensenyar a Sigmund Feuermann (1900–1952). Des dels deu anys, Wolfsthal va estudiar durant sis anys amb el famós professor de violí hongarès Carl Flesch, i als 16 anys va començar a actuar en públic. El seu debut va ser el 7 d'abril de 1916 amb la Berliner Philharmoniker dirigida per Camillo Hildebrand (1876-1953). Allà va interpretar el Concert per a dos violins en re menor, BWV 1043 de Bach amb el seu professor Carl Flesch, que el va animar a adquirir una mica d'experiència com a orquestral per convertir-lo en un músic de formació més disciplinat. En aquest càrrec, va tocar en la primera interpretació dEin Heldenleben (Una vida d'heroi) de Richard Strauss i en el primer enregistrament de Le bourgeois gentilhomme de Strauss sobre un llibret de Molière, dirigit pel compositor a Berlín (vegeu més avall).
Wolfsthal es va traslladar a Bremen, on va succeir Georg Kulenkampff (1898–1948) com a concertista. Més tard es va traslladar a la capital sueca Estocolm i després a Berlín com a concertista d'una de les dues orquestres destacades de la capital alemanya durant el període d'entreguerres, l'orquestra de l'Òpera estatal de Berlín (lOrquestra Filharmònica de Berlín era l'altra), on es convertí en protegit de Richard Strauss, que sovint dirigia aquesta orquestra (vegeu més amunt). Quan només tenia 26 anys, va ser nomenat professor de violí a l'Acadèmia de Música de Berlín. Alguns dels seus estudiants van ser Szymon Goldberg (1909-1993) i Marianne Liedtke, que més tard es va anomenar Maria Lidka (1914–2013) després d'emigrar al Regne Unit.
Wolfsthal va donar l'estrena del concert per a violí de Karl Weigl de 1928. Va tocar en un distingit trio de corda amb el violoncel·lista Emanuel Feuermann i el violista i compositor Paul Hindemith, en què el seu alumne Goldberg el va succeir després de la seva mort i va dirigir el grup en enregistraments per a la Serenata Columbia de Beethoven op. 8 i el String Trio No. 2. de Hindemith.
Wolfsthal ja havia fet alguns enregistraments als anys vint. El 1928 es va convertir en cap adjunt de lorquestra de Krolloper Berlin, dirigida per Otto Klemperer. Allà va participar en l'estrena de Kammermusik núm. 5, op. 36 núm. 4 de Hindemith. Va formar un trio amb el pianista Leonid Kreutzer i el violoncel·lista Gregor Piatigorsky. Aquest últim el va recomanar com a professor de violí a la jove Marianne Liedtke. Però quan Wolfsthal es va comprometre a acompanyar el jove virtuós del piano Vladimir Horowitz, la seva falta de disciplina el va trair quan, mentre actuava per al director de Piatigorsky, va deixar bruscament d'acompanyar a mitja corrent i va començar a improvisar, rient com un infant.
Es va casar amb Olga, l'exdona de George Szell, que li va donar una filla. Després d'assistir a un funeral a Berlín a l'hivern de 1930, va prendre un refredat que es va convertir en pneumònia diverses setmanes després i va acabar la vida amb només 31 anys. La seva dona es va casar més tard amb el violoncel·lista Benar Heifetz (1899-1974).
El so de Wolfsthal s'ha descrit com a "fortament concentrat" i "dolç"; el seu estil —que defugia els portamenti— de tenir una "modernitat d'avet". En revisar l'enregistrament de Wolfsthal del Concert per a violí de Beethoven el 1929, la guia Penguin de discos compactes va escriure sobre el seu "impressionant mestratge, lamentant que aquest alumne de Carl Flesch morís als seus trenta anys".